# Colostygia bicoloraria
Colostygia bicoloraria är en fjärilsart som beskrevs av Culot 1919. Colostygia bicoloraria ingår i släktet Colostygia och familjen mätare. Inga underarter finns listade i Catalogue of Life.